# Bottidda
Bottidda ist eine italienische Gemeinde (comune) mit 654 Einwohnern (Stand 31. Dezember 2023) in der Metropolitanstadt Sassari auf Sardinien. Die Gemeinde liegt etwa 53 Kilometer südöstlich von Sassari und grenzt an die Provinz Nuoro.

## Verkehr
Durch die Gemeinde führt die Strada Statale 128bis Centrale Sarda von Bonnanaro nach Illorai.